# Ulonemia
Ulonemia is een geslacht van wantsen uit de familie van de Tingidae (Netwantsen). Het geslacht werd voor het eerst wetenschappelijk beschreven door Drake & Poor in 1937.

## Soorten
Het genus bevat de volgende soorten:

- Ulonemia angusta Dang et al., 2014
- Ulonemia aota Drake & Ruhoff, 1965
- Ulonemia aptata Drake, 1960
- Ulonemia assamensis (Distant, 1903)
- Ulonemia burckhardti Péricart, 1992
- Ulonemia concava Drake, 1942
- Ulonemia decoris Drake, 1942
- Ulonemia dignata (Drake & Poor, 1937)
- Ulonemia electa (Drake & Poor, 1937)
- Ulonemia ermaea Drake & Ruhoff, 1965
- Ulonemia jingae Dang et al., 2014
- Ulonemia leai Drake, 1942
- Ulonemia magna Dang et al., 2014
- Ulonemia malaccae (Drake, 1942)
- Ulonemia mjobergi (Horváth, 1925)
- Ulonemia plesia Drake & Ruhoff, 1961